# Distrito de Pomerania Oriental
El Distrito de Pomerania Oriental (en alemán: Landkreis Ostvorpommern) era un distrito en el extremo septentrional del estado federal de Mecklemburgo-Pomerania Occidental (Alemania), en la frontera limítrofe con Polonia. En la parte más oriental del territorio del distrito se encuentra la isla de Usedom (la zona más oriental de la isla pertenece a Polonia). Los municipios vecinos de este distrito al sudoeste eran los que corresponden al distrito de Uecker-Randow, al sur el distrito de Mecklemburgo-Strelitz y al oeste los distritos de Demmin y Pomerania Septentrional. La ciudad libre de distrito (kreisfreie Stadt) denominada Greifswald está ubicada al norte, cerca del mar Báltico. La capital de distrito correspondía a la ciudad de Anklam.

## Geografía
El río más importante que cruza el territorio del distrito es el Peene.

## Composición del distrito
(Recuento de habitantes a 31 de diciembre de 2008) - 
Ciudades/municipios
- Anklam, ciudad (13.737)
- Heringsdorf (9.443)

Unión de municipios/ciudades (Amt)
Ubicación de la administración *
| - 1. Amt Am Peenestrom (17.269) 1. Buddenhagen (444) 2. Buggenhagen (286) 3. Hohendorf (916) 4. Krummin (258) 5. Lassan, Ciudad (1.356) 6. Lütow (362) 7. Sauzin (420) 8. Wolgast, Ciudad (12.061) * 9. Zemitz (842) - 2. Amt Anklam-Land (11.804) 1. Bargischow (380) 2. Blesewitz (255) 3. Boldekow (576) 4. Bugewitz (315) 5. Butzow (467) 6. Ducherow (2.110) 7. Iven (203) 8. Krien (757) 9. Krusenfelde (174) 10. Liepen (320) 11. Medow (604) 12. Neetzow (621) 13. Neu Kosenow (614) 14. Neuendorf A (148) 15. Neuendorf B (172) 16. Neuenkirchen (302) 17. Postlow (374) 18. Putzar (214) 19. Rossin (158) 20. Sarnow (472) 21. Spantekow (746) * 22. Stolpe (351) 23. Wietstock (151) | - 3. Amt Landhagen (10.314) 1. Behrenhoff (776) 2. Dargelin (401) 3. Dersekow (1.086) 4. Diedrichshagen (479) 5. Hinrichshagen (816) 6. Levenhagen (428) 7. Mesekenhagen (1.028) 8. Neuenkirchen (2.332) * 9. Wackerow (1.420) 10. Weitenhagen (1.551) - 4. Amt Lubmin (10.972) 1. Brünzow (685) 2. Hanshagen (917) 3. Katzow (646) 4. Kemnitz (1.176) 5. Kröslin (1.887) 6. Loissin (874) 7. Lubmin (2.041) * 8. Neu Boltenhagen (647) 9. Rubenow (822) 10. Wusterhusen (1.277) - 5. Amt Usedom-Nord (8.961) 1. Karlshagen (3.131) 2. Mölschow (828) 3. Peenemünde (339) 4. Trassenheide (937) 5. Zinnowitz (3.726) * | - 6. Amt Usedom-Süd (11.672) 1. Benz (987) 2. Dargen (538) 3. Garz (204) 4. Kamminke (282) 5. Korswandt (550) 6. Koserow (1.669) 7. Loddin (1.055) 8. Mellenthin (485) 9. Pudagla (420) 10. Rankwitz (646) 11. Stolpe auf Usedom (384) 12. Ückeritz (1.000) 13. Usedom, Ciudad (1.880) * 14. Zempin (948) 15. Zirchow (624) - 7. Amt Züssow (13.014) 1. Bandelin (641) 2. Gribow (193) 3. Groß Kiesow (1.415) 4. Groß Polzin (471) 5. Gützkow, Ciudad (2.893) 6. Karlsburg (1.436) 7. Klein Bünzow (856) 8. Kölzin (334) 9. Lühmannsdorf (742) 10. Murchin (905) 11. Rubkow (714) 12. Schmatzin (321) 13. Wrangelsburg (219) 14. Ziethen (438) 15. Züssow (1.436) * |